# Stazione di Bari Mungivacca
Stazione di Bari Mungivacca vasútállomás Olaszországban, Bari településen.

## Vasútvonalak
Az állomást az alábbi vasútvonalak érintik:
- Bari–Martina Franca–Taranto-vasútvonal
- Bari–Casamassima–Putignano-vasútvonal

## Kapcsolódó állomások
A vasútállomáshoz az alábbi állomások vannak a legközelebb:
- Stazione di Bari Sud Est (Stazione di Bari Centrale, Bari–Martina Franca–Taranto-vasútvonal, Bari–Casamassima–Putignano-vasútvonal)
- Stazione di Triggiano (Stazione di Taranto, Bari–Martina Franca–Taranto-vasútvonal)
- Stazione di Bari Ceglie-Carbonara (Stazione di Putignano, Bari–Casamassima–Putignano-vasútvonal)